# Rathkeidae
Rathkeidae is een familie van neteldieren uit de klasse van de Hydrozoa (hydroïdpoliepen).

## Geslachten
- Allorathkea Schmidt, 1972
- Lizzia Forbes, 1846
- Podocorynoides Schuchert, 2007
- Pseudorathkea Xu & Huang, 1990
- Rathkea Brandt, 1837